# Zyganisus caliginosus
Zyganisus caliginosus (tên tiếng Anh: Australian Goat Moth) là một loài bướm đêm thuộc họ Cossidae. Nó được tìm thấy ở Tasmania.
Sải cánh dài khoảng 50 mm.